# پهپادها در نیروهای نظامی ایران

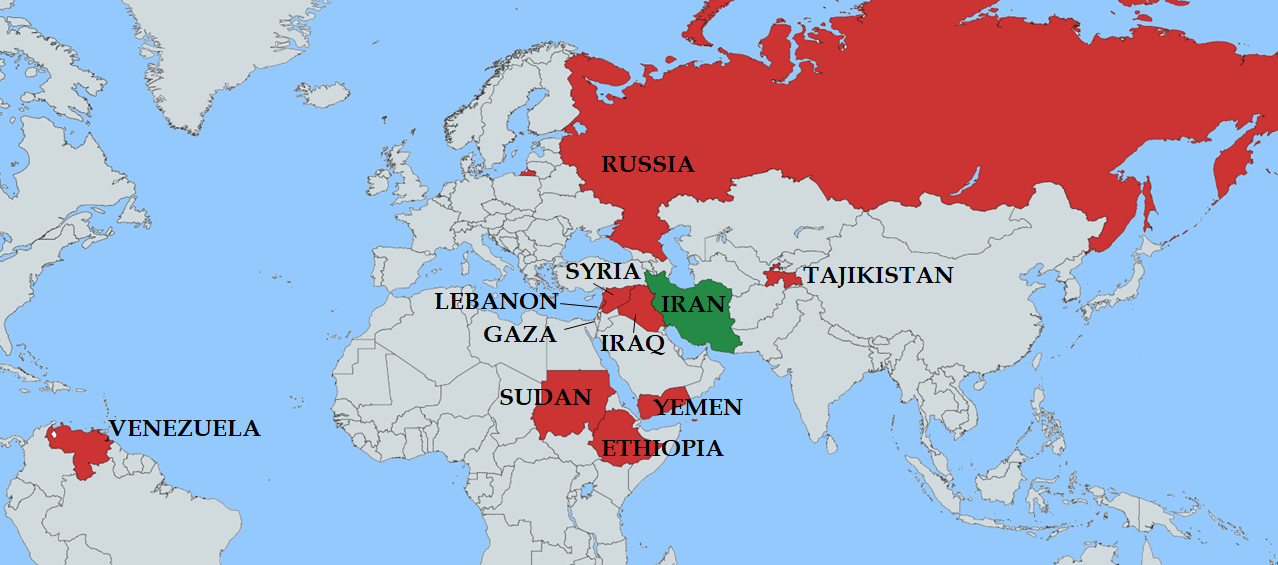
مقاصد صادراتی پهپادهای ایرانی تا فوریهٔ ۲۰۲۳

در اواسط دههٔ ۱۹۸۰، ایران به هواپیماهای بدون سرنشین (پهپاد) علاقه‌مند شد. ایرانی‌ها از آن زمان شروع به ساخت (پهپاد) کردند. به نظر می‌رسد نسل اول ابابیل به عنوان یک مهمات تهاجمی به جای یک پلتفرم اطلاعاتی، نظارتی یا شناسایی (ISR) در طول جنگ ایران و عراق مورد استفاده قرار گرفته‌است.

## تاریخ
ایران اولین بار در سال ۱۹۸۵ پهپادها را با مهاجر-۱ و ابابیل-۱ آزمایش کرد. این پهپادها از مواضع عراقی‌ها در پشت سنگرهای خط مقدم جاسوسی می‌کرد. در سال ۱۹۸۸، به دنبال حادثه‌ای که در آن نیروی دریایی ایالات متحده خسارات سنگینی به نیروهای هوایی و دریایی ایران وارد کرد، استراتژیست‌های ایرانی متوجه شدند که نمی‌توانند آشکارا از طریق آبی با ایالات متحده مقابله کنند. پس از آن بود که ایران سرمایه‌گذاری هنگفتی را روی پهپادها آغاز کرد. دولت ایران از آن زمان علاقهٔ خود به پهپادها را پنهان نکرده‌است. محمد باقری در شهریورماه ۱۳۹۵ از ساخت پهپادهای جدید تهاجمی دوربرد با قابلیت بمباران دقیق خبر داد که با روسیه داشت به اشتراک گذاشته می‌شد.
با بسته شدن بازارهای خارجی به دلیل تحریم‌ها یا قیمت‌های بالا، پهپادها به فناوری تبدیل شدند که مهندسان ایرانی می‌توانستند آن را به صورت محلی توسعه دهند.

## تحریم‌های آمریکا
در ۲۹ ژوئیهٔ ۲۰۲۱ منابع ناشناس آمریکایی مدعی شدند که عملیات برنامه‌ریزی شده در برنامهٔ تسلیحاتی ایران هدف قرار گرفته‌است. در حالی که ایالات متحده قبلاً برنامه‌های موشکی ایران را تحریم کرده بود، مجازات‌های جدید گروه‌هایی را هدف قرار می‌دهد که قطعات هواپیماهای بدون سرنشین و موشک‌ها را به ایران عرضه می‌کنند.

## آخرین تحولات
در سال 2025، ایران از نسخه پهپادی قاهر313 با نام جاس313 بر روی ناو پهپاد بر شهید باقری رونمایی کرد که گفته میشود تماما بومی است و به نظر میرسد بزرگترین پروژه پهپاد های پنهان کار ایرانی باشد.
در سال ۲۰۲۱، ایران از پهپاد کمان ۲۲ جدید خود رونمایی کرد که به نظر می‌رسد از ام‌کیو-۱ پرداتور ساخت ایالات متحده و با ویژگی‌های پیشرفته‌تر ام‌کیو ۹ ریپر الگوبرداری شده‌است. این هواپیما همچنین یادآور پهپاد چینی CH-5 است.

## صادرات
اولین مقصد صادراتی پهپادهای ایرانی، حزب‌الله لبنان بود. در جریان جنگ ۳۳ روزه حزب‌الله لبنان از پهپاد مهاجر ۴ استفاده کرد و این پهپاد توانست به مدت ۵ دقیقه بر فراز آسمان اسرائیل به پرواز درآید.
در جریان جنگ داخلی سوریه پهپاد ایرانی شاهد ۱۲۹ وارد فاز عملیاتی شد. همچنین از این پهپاد در جریان جنگ داخلی عراق نیز استفاده شد و مستشاران ایرانی توانستند از این پهپاد برای جمع‌آوری اطلاعات استفاده کنند.
گفته می‌شود پهپادهای ایرانی در سودان و اتیوپی نیز دیده شده‌اند، اما مسئولان رسمی ایران این ادعا را رد کرده‌اند ولی در عین حال در جریان جنگ داخلی سودان ویدیویی منتشر شد که در آن پهپاد ایرانی مهاجر ۶ دیده می‌شد. همچنین پهپادهای ایرانی در جریان جنگ داخلی یمن توسط حوثی‌ها استفاده می‌شود. ونزوئلا نیز یکی از مقاصد صادراتی پهپادهای ایرانی است و طی یک رزمایش در ونزوئلا پهپاد مهاجر ۶ دیده شد.
تاجیکستان نیز یکی از مقاصد صادراتی پهپادهای ایرانی است. تاجیکستان از ایران تعدادی پهپاد ابابیل ۲ خریداری کرد. همچنین کارخانهٔ تولید این پهپاد را با مجوز ایران احداث کرد.
آغاز شهرت گستردهٔ پهپادهای ایرانی جنگ روسیه و اوکراین بود. مسئولان اوکراینی ادعا می‌کنند که روسیه از پهپادهای ایرانی شاهد ۱۳۶ استفاده می‌کند اما حسین امیرعبداللهیان وزیر خارجهٔ وقت ایران اعلام کرد تعداد معدودی پهپاد را قبل از جنگ روسیه و اوکراین به روسیه داده‌است و دخالت در جنگ اوکراین به واسطهٔ صادرات پهپاد را رد کرد و از اوکراین برای این ادعایش درخواست ارائهٔ سند کرد.

## فهرست پهپادهای نظامی ایران[۱۹]
- ابابیل (پرستو)
- ابابیل-بی
- ابابیل-اس
- ابابیل-تی
- ابابیل-۲
- ابابیل-۳
- ابابیل-۵
- آرش
- آرش ۲
- تلاش-۱ / تلاش۲
- تیزپر
- حازم
- حماسه
- چابکپر (بال سبک)
- رعد ۸۵
- سجیل
- سریر
- سفره‌ماهی
- سیمرغ
- شاهد ۱۲۹
- شاهد ۱۳۱
- شاهد ۱۳۶
- شاهد ۱۴۷
- شاهین ۲۲
- صادق۱
- صاعقه
- طوفان
- غزه
- فرپاد
- فطرس
- کرار
- کمان ۱۲
- کمان ۲۲
- کیان ۱
- کیان ۲
- مبین
- معراج
- مهاجر
- مهاجر-۲
- Mohajer-3 (درنا) / مهاجر III (درنا)
- مهاجر ۴
- مهاجر ۶
- مهاجر ۱۰
- ناصح
- هدف-۳۰۰۰
- هما
- یسیر
- قائم/قاهر313